# Эмигранты (фильм, 2021)
«Эмигранты» (швед. Utvandrarna) — художественный драматический фильм режиссёра Эрика Поппе, основанный на романе «Utvandrarserien» (1949—1959) шведского писателя Вильгельма Моберга, рассказывающий об эмиграции шведов в Северную Америку. В 2022 году фильм был разделен на несколько частей и показан в формате сериала на телеканале TV4.

## Сюжет
«Эмигранты» — история о жизни и смерти, любви и горе, о смелости отправиться в неизвестность через океан.
Cемейная пара из южной Швеции, уставшая выживать на клочке принадлежащей им неплодородной земли, продаёт всё свое имущество и вместе с другими фермерами на корабле отплывает к берегам Америки…

## В ролях
- Лиза Карлехед — Кристина
- Густаф Скарсгард — Карл-Оскар
- Туве Лу — Ульрика
- София Хелин — Юдит
- Керстин Линден — Марта, дочь Кристины и Карл-Оскара

## Награды
Золотой жук 2021
Лучшие визуальные эффекты — Alex Hansson och Torbjörn Olsson